# Chenoise
Chenoise est une ancienne commune française située dans le département de Seine-et-Marne en région Île-de-France.
Elle a fusionné le 1er janvier 2019 avec Cucharmoy pour former la commune nouvelle de Chenoise-Cucharmoy.

## Géographie

### Localisation
Chenoise se trouve à environ 10 km au nord-ouest de Provins, à 55 km au sud sud-est de Marne-la-Vallée et à 80 km au sud-est de Paris.

### Communes limitrophes
| Jouy-le-Châtel     | Bannost-Villegagnon            |                |
| Saint-Just-en-Brie | Chenoise                       | Saint-Hilliers |
|                    | Cucharmoy Vulaines-lès-Provins | Mortery        |

### Géologie et relief
Sa superficie est de 3 585 hectares ; son altitude varie de 119 à 169 mètres.

### Hydrographie
Le système hydrographique de la commune se compose de huit cours d'eau référencés :
- le Grand Ru de l'Abbaye, 10,5 km[3], affluent de la Visandre ;
- le ru de Réveillon, 12,15 km[4], qui conflue avec la Visandre ;
  - le fossé 02 de la Commune de Chenoise, 1,26 km[5], et ;
  - le fossé 03 de la Commune de Chenoise, 1,97 km[6], qui confluent avec le ru de Réveillon ;
- l'Yvron, long de 30,07 km[7], affluent de l'Yerres en rive gauche, y prend sa source ;
  - le fossé 01 du Bois du Chatel, 4,42 km[8], qui conflue avec l’Yvron ;
    - le fossé 01 des Bouleaux, 1,06 km[9], qui conflue avec fossé 01 du Bois du Chatel ;
- le fossé 01 de la Commune de Chenoise, 1,15 km[10].

La longueur totale des cours d'eau sur la commune est de 13,54 km.

## Urbanisme

### Lieux-dits et écarts
La commune comptait 133 lieux-dits administratifs répertoriés dont la Croix de Chenoise, Limoreau, la Mercy, l'Etang-des-Parts, la Mignonerie, les Chapelles-d'en-Haut, les Chapelles - Haut-Fosse - Jouy-L'abbaye - les Bordes - Comble, Beauvais, le Grand Boissy, le Moulin, la Brosse, Beauchêne, le Fay, Saint-Antoine, Poste-Sud, les Ronceaux.

### Occupation des sols
En 2018, le territoire de la commune se répartit en 61,7 % de terres arables, 31 % de forêts, 5,2 % de milieux à végétation arbusive et/ou herbacée et 2,2 % de zones urbanisées,.

### Logement
Depuis le 1er janvier 2019, Chenoise est rattachée à la nouvelle commune de Chenoise-Cucharmoy (77109).
En 2016, le nombre total de logements dans la commune était de 741 dont 86 % de maisons et 12,4 % d’appartements.
Parmi ces logements, 84,7 % étaient des résidences principales, 4,6 % des résidences secondaires et 10,6 % des logements vacants.
La part des ménages propriétaires de leur résidence principale s’élevait à 74,3 % contre 23,1 % de locataires, dont 9,4 % de logements HLM loués vides (logements sociaux) et 2,6 % logés gratuitement.

### Voies de communication et transports
Chenoise est desservie par la ligne d’autocars no 50 (Provins–Chessy) du réseau de bus Provinois - Brie et Seine.

## Toponymie
Le nom de la localité est mentionné sous les formes Ecclesia de Canesia en 1164, ; L. de Chanesia vers 1172 ; L. de Chaloise en 1201 ; Chanesia en 1221 et 1233 ; Canesia en 1236, ; Chanoise en 1275, ; Chenesia au XIIIe siècle, ; Parrochia de Genesia au XVe siècle,.
Du gaulois casannos, le « chêne ».

## Histoire
Circonscriptions d'Ancien Régime
Intendance : Paris, Élection :  Provins, Subdélégation :  Provins, Grenier à sel : Provins, Coutume : Sens, Parlement : Paris, Bailliage : Provins, Gouvernement : Champagne, Diocèse : Sens, archidiaconé ; Provins, Doyenné ; Provins.
Le 1er janvier 2019, la commune fusionne avec Cucharmoy pour former la commune nouvelle de Chenoise-Cucharmoy dont la création est actée par un arrêté préfectoral du 29 octobre 2018.

## Politique et administration

### Intercommunalité
La commune était membre de la petite communauté de communes de la Gerbe, créée fin 1993.
Dans le cadre de la réforme des collectivités territoriales françaises, par la loi de réforme des collectivités territoriales du 16 décembre 2010 (dite loi RCT)  destinée à permettre notamment l'intégration de la totalité des communes dans un EPCI à fiscalité propre, la suppression des enclaves et discontinuités territoriales et les modalités de rationalisation des périmètres des établissements publics de coopération intercommunale et des syndicats mixtes existants, l'intercommunalité a fusionné avec sa voisine créant le 2 avril 2013une nouvelle communauté de communes du Provinois; dont est désormais membre la commune.

### Création de la commune nouvelle
Les communes de Chenoise et de Cucharmoy, confrontées à une baisse des dotations financières de l'État et qui avaient de nombreuses coopération, ont décidé de fusionner le 1er janvier 2019 sous le régime des communes nouvelles.
La nouvelle commune est dénommée Chenoise-Cucharmoy.

### Liste des maires[29]
| Période                                  | Période       | Identité                    | Étiquette | Qualité                        |
| ---------------------------------------- | ------------- | --------------------------- | --------- | ------------------------------ |
| Les données manquantes sont à compléter. |               |                             |           |                                |
| 1800                                     | 1813          | Étienne Veillat             |           | Cultivateur Marchand de bois   |
| 1813                                     | 1818          | Ernest Buchère de L'Épinois |           |                                |
| 1818                                     | 1831          | François Minost             |           | Cultivateur propriétaire       |
| 1831                                     | 1834          | Claude Nicolas Gilquin      |           | Médecin                        |
| 1834                                     | 1838          | Louis Etienne Lecuyer       |           | Fermier                        |
| 1838                                     | 1864          | Jean Pierre Denis Vignier   |           | Cultivateur                    |
| 1865                                     |               | Alexandre Bouvrain          |           | Cultivateur                    |
| 1870                                     | 1871          | Victor Napoléon Benard      |           | Cultivateur, maire par intérim |
| 1871                                     |               | Louis Achille Pierrot       |           | Propriétaire                   |
| 1874                                     | 1876          | Victor Napoléon Benard      |           |                                |
| 1876                                     | 1881          | Auguste Larousse            |           | Cultivateur                    |
| 1881                                     |               | Alexandre Bouvrain          |           | Cultivateur                    |
| 1905                                     |               | Paul Ernest Bourbonneux     |           | Cultivateur                    |
| 1908                                     |               | Arthur Bridou               |           | Instituteur retraité           |
| 1919                                     |               | Gaston Louis Alex Bouvrain  |           |                                |
| 1937                                     |               | Jules Hussob                |           |                                |
| 1947                                     | 1965          | Louis Bégis                 |           |                                |
| 1965                                     | 1971          | Jean MarieRobitaille        |           | Docteur en médecine            |
| 1971                                     |               | Maurice Moreau              |           |                                |
| avant 1995                               | 1997          | Jean Baudoin                | DVD       |                                |
| 1997                                     | 2001          | Philippe Bouvrain           |           | Agriculteur                    |
| 2001                                     | mars 2014     | Jean-Claude Lauret          |           | Assureur                       |
| mars 2014                                | décembre 2018 | Jean-Claude Cackaert        |           | Agriculteur                    |

## Population et société

### Démographie
L'évolution du nombre d'habitants est connue à travers les recensements de la population effectués dans la commune depuis 1793. Pour les communes de moins de 10 000 habitants, une enquête de recensement portant sur toute la population est réalisée tous les cinq ans, les populations de référence des années intermédiaires étant quant à elles estimées par interpolation ou extrapolation. Pour la commune, le premier recensement exhaustif entrant dans le cadre du nouveau dispositif a été réalisé en 2004.

En 2016, la commune comptait 1 386 habitants, en évolution de +7,44 % par rapport à 2010 (Seine-et-Marne : +3,92 %, France hors Mayotte : +2,11 %).
| 1793 | 1800 | 1806 | 1821 | 1831 | 1836 | 1841  | 1846  | 1851  |
| ---- | ---- | ---- | ---- | ---- | ---- | ----- | ----- | ----- |
| 829  | 794  | 762  | 818  | 903  | 980  | 1 039 | 1 042 | 1 131 |

| 1856  | 1861  | 1866  | 1872  | 1876  | 1881  | 1886  | 1891  | 1896 |
| ----- | ----- | ----- | ----- | ----- | ----- | ----- | ----- | ---- |
| 1 152 | 1 110 | 1 177 | 1 138 | 1 088 | 1 056 | 1 020 | 1 026 | 988  |

| 1901 | 1906 | 1911 | 1921 | 1926 | 1931 | 1936 | 1946 | 1954 |
| ---- | ---- | ---- | ---- | ---- | ---- | ---- | ---- | ---- |
| 985  | 973  | 924  | 822  | 840  | 845  | 827  | 809  | 749  |

| 1962 | 1968 | 1975 | 1982 | 1990  | 1999  | 2004  | 2006  | 2009  |
| ---- | ---- | ---- | ---- | ----- | ----- | ----- | ----- | ----- |
| 658  | 709  | 762  | 925  | 1 108 | 1 200 | 1 231 | 1 240 | 1 266 |

| 2014  | 2016  | - | - | - | - | - | - | - |
| ----- | ----- | - | - | - | - | - | - | - |
| 1 348 | 1 386 | - | - | - | - | - | - | - |

### Manifestations culturelles et festivités
Chenoise participe à la fête du Pain, le troisième dimanche de mai.
La fête de la Saint-Jean et la fête de la Musique sont célébrées chaque année, le week-end le plus proche du 21 juin.

## Économie
voir Chenoise-Cucharmoy

## Culture locale et patrimoine

### Monuments et lieux remarquables
- Vestiges de l'ancienne abbaye cistercienne Notre-Dame de Jouy,  Inscrit MH[34]. Située en lisière de la forêt domaniale de Jouy, au lieu-dit Jouy l'Abbaye subsiste seulement le chevet percé de deux étages de baies et orné d'une archivolte supportée par des colonnettes à chapiteaux. ;
- Château du XVIe siècle, entièrement détruit,  Inscrit MH[35]. Il subsiste un long bâtiment du XVIIe siècle (1650-1667) en grès et brique encadré de pavillons (IMH en 1931[36]) ; bâtiments de communs, dont une grange aux dîmes présentant une salle voûtée à deux nefs, surmontée d'une grande salle couverte en charpente (propriété privée).

### Autres lieux et monuments

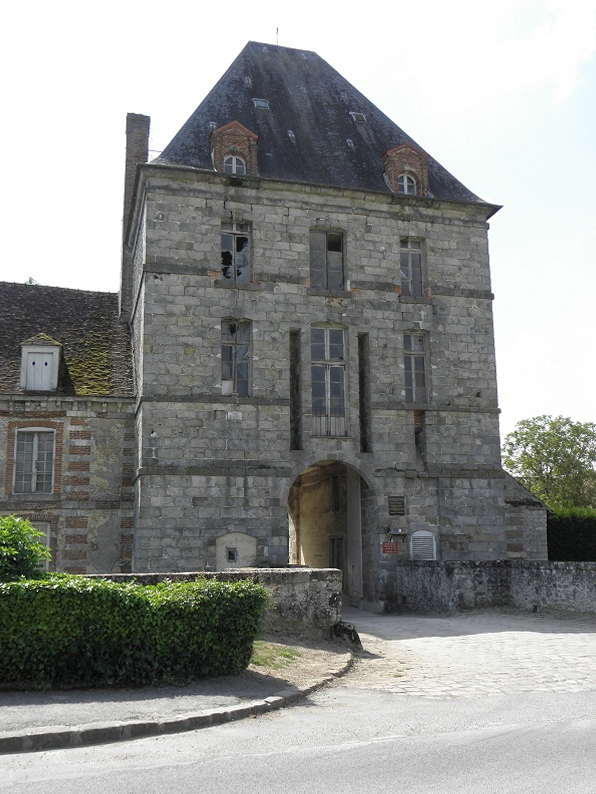
Pavillon d'entrée de l'ancien château de Chenoise.

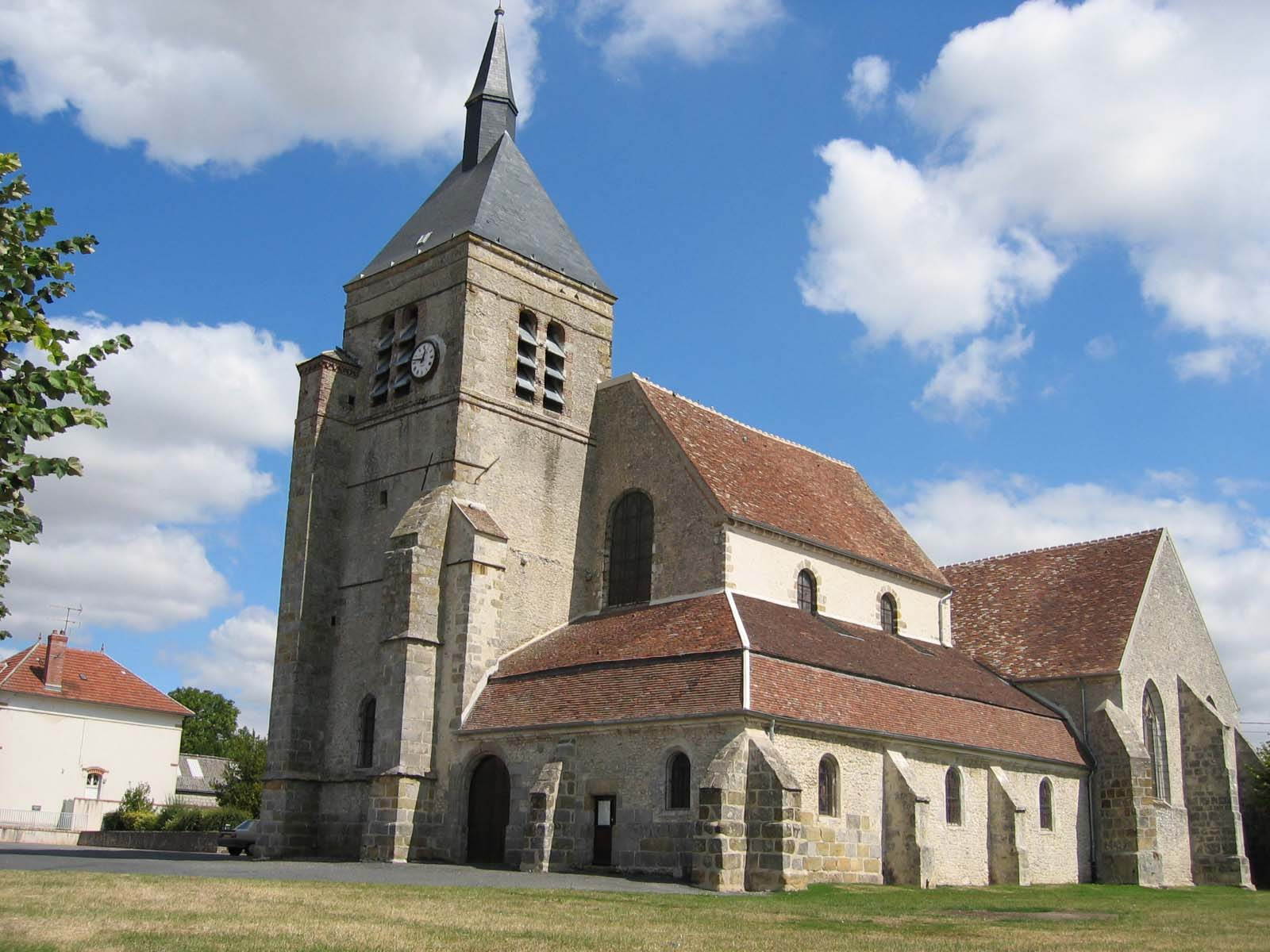
L'église Saint-Loup.

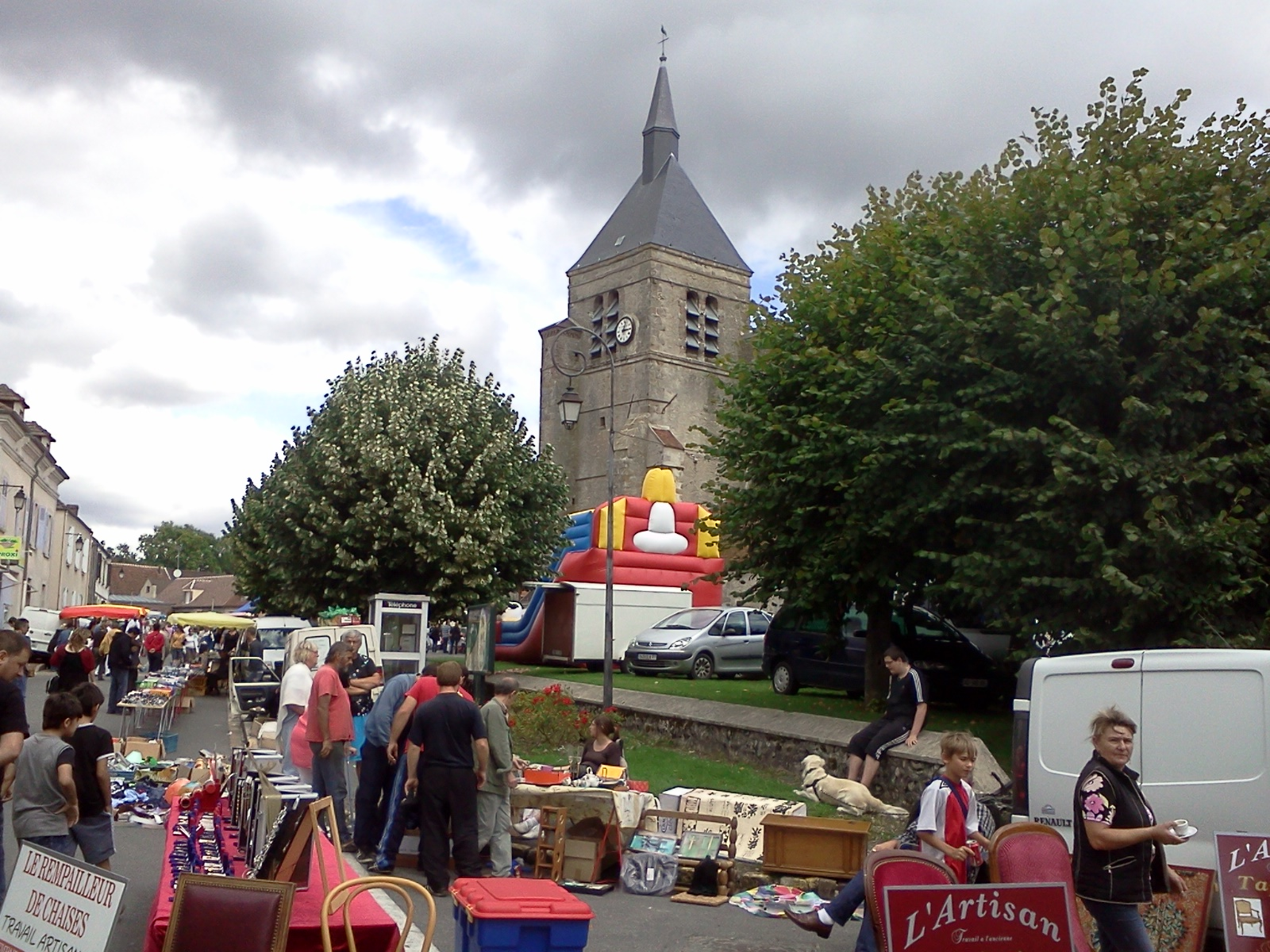
Une brocante sur la place principale.

- Église sous le vocable de Saint Loup (évêque de Troyes) du XIIe siècle, XIIIe siècle et XVe siècle[37].

Ancien prieuré-cure de l'ordre de Saint-Augustin, l'église est mentionnée dans les archives en 1160 comme dépendance de la collégiale de Saint-Quiriace (Provins). La construction de la nef à deux travées remonte à cette époque, mais les ogives en lambris datent du XVe siècle. La tour-clocher, flanquée d'une tourelle à meurtrières, est haute de 34 mètres.
- Forêt de Jouy (1 632 hectares), dont le chêne de Montauban d'environ 350 ans.
- Le sentier de grande randonnée GR 11 traverse la commune.
- Lavoir au lieu-dit les Bordes.
- Ferme pédagogique au lieu-dit la Mercy.

### Personnalités liées à la commune
- Eugène de Lépinois (1814-1873), historien français y est né.
- Charles Droulers (1872-1945), industriel et homme de lettres français y est mort.
- Le lieutenant des sapeurs pompiers Roger Aubert (1903-1944), animateur d'un réseau de résistance, et le sous-lieutenant FFI Bernard Vanier (1922-1944), agent de liaison du réseau Samson, furent fusillés par les Allemands à Chenoise le 23 août 1944[réf. nécessaire].

### Légendes
- La légende du manoir Clarois est la plus connue dans le village depuis 1836. C'est l'histoire d'une femme égorgée et dont le corps fut retrouvé au petit matin flottant à la surface de l'étang se trouvant à proximité. L'assassin ne fut jamais arrêté, mais la légende raconte qu'elle hante le manoir et qu'on peut parfois entendre ses cris de douleur les nuits sans lune.
- Selon certains écrits du frère Gérard de Provins, la forêt de Chenoise aurait été le lieu où beaucoup de templiers se seraient rassemblés afin d'échapper à la grande rafle de 1307. On dit qu'ils y auraient changé de nom et de religion afin de redevenir des personnes comme les autres.

### Héraldique
|  | Fascé d’argent et de sable de huit pièces au chef d’azur chargé d’un besant d’or, au cyclamor, mouvant du chef pour moitié, rayonnant de dix-sept et deux demies pièces ployées et dextrogyres, soutenu de cinq flammes renversées ordonnées en arc, le tout brochant du même accompagné, en pointe, d’une tour brochante d’or ouverte du champ, ajourée et maçonnée de sable, donjonnée de trois tourelles aussi d’or maçonnées aussi de sable, celle du milieu plus haute. |